# Канастеро каньйоновий
Канасте́ро каньйоновий (Asthenes pudibunda) — вид горобцеподібних птахів родини горнерових (Furnariidae). Мешкає в Перу і Чилі.

## Підвиди
Виділяють три підвиди:
- A. p. neglecta (Cory, 1916) — північно-західне Перу (Ла-Лібертад, Анкаш);
- A. p. pudibunda (Sclater, PL, 1874) — західне Перу (Ліма);
- A. p. grisior Koepcke, 1961 — південно-західне Перу (від Уанкавеліки до Такни) і північне Чилі (північна Тарапака).

## Поширення і екологія
Каньйонові канастеро мешкають на посушливих західних схилах Анд. Вони живуть на скелях і серед каньйонів, порослих чагарниками і невисокими деревами Polylepis. Зустрічаються на висоті від 2400 до 3700 м над рівнем моря.